# Blutspur (1979)
Blutspur ist ein in der Bundesrepublik, der Schweiz und in Frankreich gedrehter, deutsch-amerikanischer Kriminalfilm mit einer von Audrey Hepburn angeführten internationalen Starbesetzung. Regie führte der James-Bond-Film-Regisseur Terence Young.

## Handlung
Sam Roffe, der schwerreiche Besitzer eines großen, in Zürich ansässigen Pharmakonzerns, ist auf mysteriöse Weise ums Leben gekommen. Sein Vertrauter Rhys Williams fliegt daraufhin nach New York, um Roffes Tochter Elizabeth diese schmerzliche Nachricht zu überbringen. Diese hatte zu ihrem Vater in letzter Zeit kaum mehr Kontakt gehabt. Nun aber ist Elizabeth Roffe ungewollt über Nacht zu einer Millionenerbin geworden. Der im Vorstand vertretene Familienclan der Roffes umfasst mehrere Mitglieder, die sehr unterschiedlich auf das Ableben des Alten reagieren und als Aktieninhaber des Pharmaimperiums vom Machtwechsel an der Konzernspitze ebenfalls viel erwarten. Da ist Roffes Cousin Sir Alec, der hofft, nun endlich seine Aktien gewinnbringend veräußern zu können, während Hélène Martin, eine gebürtige Roffe, die mit dem schwächlichen Charles Martin verheiratet ist, sich einen zentralen Posten im Konzern wünscht. Ihr nichtsnutziger Gatte wiederum will eigentlich nichts anderes, als dass der Geldstrom aus dem Familienbetrieb noch stärker strömt als bisher, um endlich seiner ungeliebten Gattin entfliehen zu können. Simonetta Roffe-Palazzi wiederum ist eine gelangweilte Mutter und frustrierte Ehefrau ohne wirkliches Lebensziel. Ihr Ehemann Ivo und mehrfacher Familienvater betrügt sie mit der rassigen Donatella, die gleichfalls hinter dem zu erwartenden Geldsegen her ist.
Alle Roffes außer Elizabeth eint ein primäres Ziel: sie wollen nun endlich ihre Aktienpakete gewinnbringend veräußern, was ihnen bislang verwehrt wurde. Elizabeth will aber dem Wunsch ihres Vaters entsprechen und untersagt auch weiterhin, die Aktien zu Geld zu machen. Unterstützung erhält sie dabei lediglich von Rhys und Sam Roffes langjähriger Sekretärin Kate Erling. Aus dieser Schicksalsgemeinschaft entwickelt sich bei Elizabeth rasch Liebe zu Rhys, und beide planen zu heiraten. Derweil hat Polizeiinspektor Hornung die Ermittlungen im Fall Roffe aufgenommen; er glaubt fest daran, dass der Firmenpatron ermordet wurde. Bald schließt sich Elizabeth dieser Auffassung an, denn auch sie vermutet jemanden aus der Familie hinter dem tödlichen Anschlag auf ihren Vater.
In Paris macht sich in der Zwischenzeit die ehrgeizige Hélène an Rhys heran, mit dem sie einst eine Affäre verband. Sie schlägt ihm vor, gemeinsam die Kontrolle über das Imperium an sich zu reißen. Zur selben Zeit kommt Kate Erling auf schreckliche Weise in Zürich zu Tode: sie stürzt mit einem offensichtlich manipulierten Lift in den Tod. Hornung kombiniert zu Recht, dass dieser Anschlag ihm und Elizabeth Roffe gegolten haben muss. Es bleibt nicht der einzige Anschlag auf die Millionenerbin: Mal werden Elizabeths Bremsen an ihrem Jeep manipuliert, dann wieder fährt sie beinah ein Schneemobil auf einer Schweizer Skiloipe über den Haufen. Elizabeth Roffe eilt nach Paris zu ihrem zukünftigen Ehemann Rhys, der sich den Avancen Hélènes zu erwehren wusste. Rhys teilt seiner Zukünftigen mit, dass sich Charles Martin aus dem Familienclan absetzen möchte. Noch einmal kann Elizabeth mit Hilfe von Rhys den Familienzusammenhalt notdürftig retten. Wieder zurück in Zürich, überschlagen sich die Ereignisse, die allesamt schädlich für das Familienunternehmen sind: einer von Roffes Chemikern kommt bei einer mutmaßlich absichtlich verursachten Explosion ums Leben. Hornung wiederum kommt einer Reihe von Sexualmorden auf die Spur, die beim Dreh eines Snuff-Films begangen wurden. Sie scheinen in Zusammenhang mit dem Roffe-Clan zu stehen, da das Filmmaterial für die Snuffpornos aus dem Roffe-Labor stammt.
Inspektor Hornung nimmt fünf in seinen Augen verdächtige Familienmitglieder genauer unter die Lupe, darunter auch den durch Heirat hinzugekommenen Rhys Williams. Elizabeth macht dann einen schockierenden Fund: sie entdeckt einen von Hélène an Rhys gerichteten Brief, in dem diese ihn auffordert, an ihrer Seite die Macht des Konzerns zu übernehmen. Nun verliert die Roffe-Erbin auch das Vertrauen in ihren Gatten. Sie verlässt verzweifelt die familiäre Schlangengrube und flieht auf das Roffe-Anwesen auf Sardinien, nicht ohne Inspektor Hornung, den letzten, dem sie jetzt noch vertraut, zu informieren. Am Flughafen von Olbia wird Elizabeth von dem Polizeimajor Campagna abgeholt, der sie aus Sicherheitsgründen zu ihrer Villa begleitet. Dort kocht er ihr einen starken Kaffee, in den er ein Schlafmittel gibt. Als Elizabeth wieder aufwacht, brennt die Villa. Jemand ruft „Versucht es wie einen Unfall aussehen zu lassen!“. Elizabeth Roffe rettet sich auf das Dach des Anwesens. Von dort kann sie Sir Alec auf einem Balkon ausmachen, während ihr Ehemann Rhys auf einem anderen Balkon steht. Ganz unten befindet sich Inspektor Hornung mit einem Polizeischarfschützen an seiner Seite. Alle schreien auf sie ein. Währenddessen nimmt Inspektor Hornung das Gewehr des Polizeischarfschützen und erschießt den Schurken Alec Nichols. Mit letzter Kraft rettet sich Elizabeth auf den Balkon von Rhys.

## Produktionsnotizen
Gedreht wurde die rund 12 Millionen Dollar teure Produktion von November 1978 bis Februar 1979. Uraufführung war am 29. Juni 1979 in den USA, Deutschland-Premiere am 20. Dezember 1979. Am 4. Februar 1991 erfolgte in Deutschland die Fernseherstausstrahlung auf Pro Sieben. Die Einnahmen von Blutspur in den USA betrugen lediglich 5.366.000 Dollar.
Die Filmbauten wurden von Ted Haworth entworfen. Von deutscher Seite aus waren an der Szenenbild-Umsetzung F.-Dieter Bartels, Herta Hareiter und Helmut Gassner beteiligt. Die Kostüme stammen von Enrico Sabbatini.
Eine Szene mit dem deutschen Nackt- und Nachwuchsmodell Ursula Buchfellner als eines der Snuff-Film-Mordopfer fiel der Schere zum Opfer.

## Kritiken
„Wie er in seinen James Bond-Filmen ("Dr. No," "Liebesgrüße aus Moskau" und "Feuerball") gezeigt hat, ist Terence Young ein Regisseur mit einem gewissen Stil fürs Komische, aber obgleich "Blutspur" oft lachhaft ist, besitzt der Film keinerlei Sinn für Humor. Es ist die Art von Fiktion, die man mürrisch missbilligt aufgrund diverser schäbiger Details … "Blutspur" nimmt Miss Hepburns Givenchy-Kleider ernster als es die Schauspielerin, die sie trägt, tut … Unter diesen Umständen gibt es keinerlei Gründe, auf die Qualität einzelner Darsteller einzugehen.“

„Unerträgliche Adaption von Sidney Sheldons Roman, der einer jener Bestseller war, die kalifornische Blondinen am Strand lesen, wenn niemand Volleyball spielen will.“

„All-Star-Suspenseschocker, der kontinuierlich besser aussehen möchte, als er tatsächlich jemals ist.“

„Phantasielos inszenierter, mäßig unterhaltsamer Krimi im Upper-Class-Milieu mit Starbesetzung.“